# Han Cong
Han Cong (chinês tradicional: 韓聰, chinês simplificado: 韩聪, pinyin: Hán Cōng; Harbin, 6 de agosto de 1992) é uma patinador artístico chinês. Com Sui Wenjing, foi campeão olímpico de 2022, medalhista de prata olímpico em 2018, conquistou uma medalha de ouro e três de prata em campeonatos mundiais, seis medalhas de ouro no Campeonato dos Quatro Continentes e foi bicampeão do campeonato nacional chinês. Eles também são os atuais recordistas mundiais no programa curto e na pontuação total.

## Controvérsia sobre a idade
Em fevereiro de 2011, as idades de Sui e Han tornaram-se objeto de controvérsia. Embora seu a lista de biografias da ISU mostrasse que Han nasceu em 6 de agosto de 1992, um site chinês sugeriu que ele nasceu em março de 1989. Isto significaria que durante a temporada 2010–11 ele estaria acima da idade máxima permitida para se disputar as competições de nível júnior. A idade de Sui também passou por escrutínio. Sua biografia na ISU afirma que ela nasceu em 18 de julho de 1995, mas o site chinês sugeriu que ela nasceu em 7 de maio de 1997, tornando-a 12 e assim, muito jovem para competir em eventos de nível júnior durante a temporada 2009-10, incluindo o Campeonato Mundial Júnior de 2010, bem como eventos de Grand Prix Júnior durante a temporada 2010–11.

## Principais resultados

### Com Sui Wenjing
| Internacionais | Internacionais | Internacionais  | Internacionais    | Internacionais   | Internacionais    | Internacionais    | Internacionais    | Internacionais   | Internacionais  | Internacionais   | Internacionais  | Internacionais  | Internacionais   | Internacionais  |
| Evento | 08–09          | 09–10           | 10–11             | 11–12            | 12–13             | 13–14             | 14–15             | 15–16            | 16–17           | 17–18            | 18–19           | 19–20           | 20–21            | 21–22           |
| --- | -------------- | --------------- | ----------------- | ---------------- | ----------------- | ----------------- | ----------------- | ---------------- | --------------- | ---------------- | --------------- | --------------- | ---------------- | --------------- |
| Jogos Olímpicos |                |                 |                   |                  |                   |                   |                   |                  |                 | Medalha de prata |                 |                 |                  | Medalha de ouro |
| Campeonato Mundial |                |                 |                   | 9.ª              | 12.ª              | 6.ª               | Medalha de prata  | Medalha de prata | Medalha de ouro | WD               | Medalha de ouro | C               | Medalha de prata |                 |
| Campeonato dos Quatro Continentes |                |                 |                   | Medalha de ouro  |                   | Medalha de ouro   | 4.ª               | Medalha de ouro  | Medalha de ouro | WD               | Medalha de ouro | Medalha de ouro |                  |                 |
| GP Grand Prix Final |                |                 | Medalha de bronze |                  |                   |                   | Medalha de bronze | WD               |                 | Medalha de prata |                 | Medalha de ouro |                  | C               |
| GP Cup of China |                |                 | Medalha de prata  | 5.ª              | WD                |                   |                   | Medalha de prata | WD              | Medalha de ouro  |                 | Medalha de ouro | WD               | C               |
| GP Finland |                |                 |                   |                  |                   |                   |                   |                  |                 |                  | WD              |                 |                  |                 |
| GP France |                |                 |                   |                  |                   |                   | Medalha de prata  |                  |                 |                  |                 |                 |                  |                 |
| GP Italy |                |                 |                   |                  |                   |                   |                   |                  |                 |                  |                 |                 |                  | Medalha de ouro |
| GP NHK Trophy |                |                 |                   |                  | WD                | Medalha de bronze |                   |                  |                 | Medalha de ouro  | WD              | Medalha de ouro |                  |                 |
| GP Skate America |                |                 | Medalha de bronze |                  |                   |                   |                   | Medalha de ouro  | WD              |                  |                 |                 |                  |                 |
| GP Skate Canada International |                |                 |                   | Medalha de prata |                   | Medalha de prata  | Medalha de prata  |                  |                 |                  |                 |                 |                  | Medalha de ouro |
| Asian Games |                |                 | Medalha de prata  |                  |                   |                   |                   |                  |                 |                  |                 |                 |                  |                 |
| Asian Open |                |                 |                   |                  |                   |                   |                   |                  |                 |                  |                 |                 |                  | Medalha de ouro |
| Internacionais: Júnior |                |                 |                   |                  |                   |                   |                   |                  |                 |                  |                 |                 |                  |                 |
| Campeonato Mundial Júnior |                | Medalha de ouro | Medalha de ouro   | Medalha de ouro  |                   |                   |                   |                  |                 |                  |                 |                 |                  |                 |
| JGP JGP Final |                | Medalha de ouro | WD                | Medalha de ouro  |                   |                   |                   |                  |                 |                  |                 |                 |                  |                 |
| JGP JGP Alemanha |                |                 | Medalha de prata  | Medalha de ouro  |                   |                   |                   |                  |                 |                  |                 |                 |                  |                 |
| JGP JGP Áustria |                | Medalha de ouro |                   |                  |                   |                   |                   |                  |                 |                  |                 |                 |                  |                 |
| JGP JGP Bielorrússia |                | Medalha de ouro | Medalha de ouro   |                  |                   |                   |                   |                  |                 |                  |                 |                 |                  |                 |
| JGP JGP Letônia |                |                 |                   | Medalha de ouro  |                   |                   |                   |                  |                 |                  |                 |                 |                  |                 |
| Nacionais |                |                 |                   |                  |                   |                   |                   |                  |                 |                  |                 |                 |                  |                 |
| Jogos Nacionais da China | 5.ª            |                 |                   |                  | Medalha de bronze |                   |                   |                  | Medalha de ouro |                  |                 |                 |                  |                 |
| Campeonato Chinês | 4.ª            | Medalha de ouro | Medalha de ouro   | Medalha de prata |                   | Medalha de prata  |                   |                  |                 |                  | WD              |                 |                  |                 |
| Equipes |                |                 |                   |                  |                   |                   |                   |                  |                 |                  |                 |                 |                  |                 |
| Jogos Olímpicos |                |                 |                   |                  |                   |                   |                   |                  |                 |                  |                 |                 |                  | 5.ª 5T/1P       |
| Troféu Mundial por Equipes |                |                 |                   |                  |                   |                   | 5.ª 5T/1P         |                  |                 |                  |                 |                 |                  |                 |
| Legenda: GP = Grand Prix; JGP = Grand Prix Júnior; WD = Abandonou; T = Posição da equipe; P = Posição individual; Competição não foi disputada nesta temporada; Competição não fez parte do GP/CS |                |                 |                   |                  |                   |                   |                   |                  |                 |                  |                 |                 |                  |                 |